# پانگو

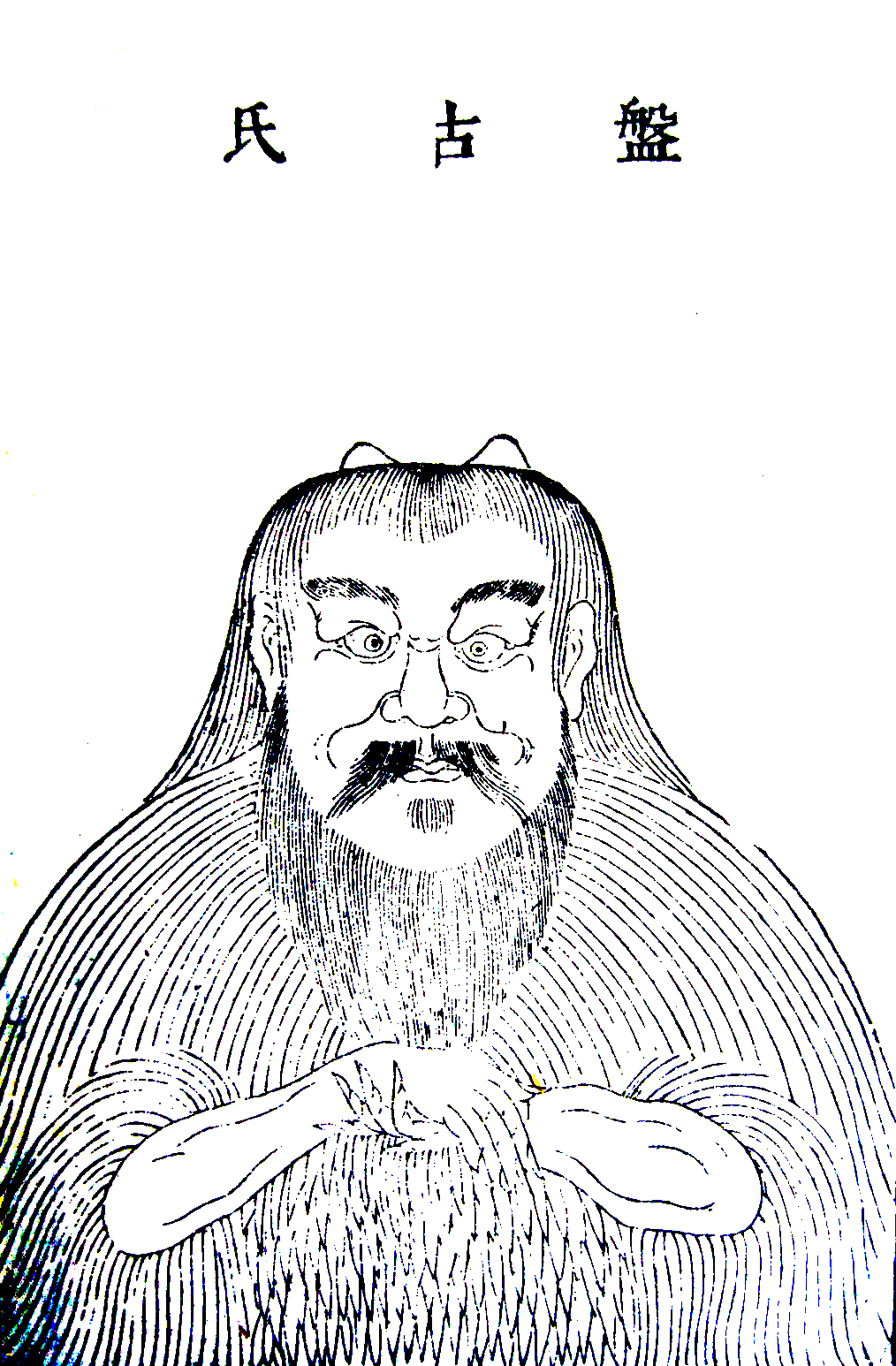
چهره‌نگاری از پانگو، اثر سانچی توهویی

پان‌گو (به چینی سنتی: 盘古 ؛ به چینی ساده شده: 盘古 ؛ به پین یین: Pángǔ ؛ به وید - جایلز: P'an ku) در اسطوره شناسی چین، نام نخستین موجود زنده و خالق و آفرینشگر تمامی اساطیر چین است.
اسطوره آفرینش پانگو یا پان-گو، مفصلترین اساطیر آفرینش چینی است که وجود دارد. این اسطوره را در کتاب‌هایی که در سال‌های ۲۰۰ تا ۵۰۰ پس از میلاد نوشته شده‌است، می‌توان یافت.

## معرفی
درونمایهٔ اصلی این اسطوره، پیدایش نظم از بی‌نظمی و تداوم نظام است. پانگو به شکل کوتوله‌ای از تخم‌مرغ ازلی زاده شد و چون تخم شکافت، بخش‌های سخت و مات آن به زمین و بخش‌های نرم آن به آسمان بدل شد. پانگو نخست ایستاد و آسمان و زمین را جدا از هم نگه داشت تا آنکه به شکل استوار امروز درآمدند و عالم را نظم بخشید. سپس بعد از گذشت سیزده هزار سال (در برخی روایات ۱۸٬۰۰۰ سال)، پانگو که از این کار خسته شده بود، دراز کشید و مرد. آنگاه هر پاره از جسدش به چیزی در طبیعت بدل شد: نفسش به باد و ابر؛ چشم‌هایش به خورشید و ماه؛ گیسوانش به ستاره‌ها؛ خونش به دریاها و رودها؛ عرقش به باران؛ صدایش به تندر؛ استخوان‌ها و دندان‌هایش به صخره‌ها و معادن تبدیل گشت و بدین‌گونه که بخش‌های مختلف زمین را با پدید آوردن کوه‌ها و جنگل‌ها و دریاها از هم متمایز ساخت. در نهایت حشرات زیادی که گرد جسد او پرسه می‌زدند، به آدمی بدل شدند.
بعدها که گونگ گونگ هیولا ناخواسته محیط زیست را تباه می‌سازد، ایزدبانوی مادر، نوگوآ، نظم را به جهان بازمی گرداند.

## آفرینش عالم و انسان
در آغاز، مجموعۀ عالم به تمامی درون تخمی جای داشت. داخل تخم، توده‌ای درهم ریخته و بی‌شکل بود. زمین و آسمان هر دو یکی بودند و از آنجا که نه ماه و نه خورشیدی وجود داشت، سرتاسر هستی یکسره در تاریکی محض به سر می‌برد.
ناگهان از میان این تودۀ تاریک، پان-گو، نخستین موجود سر برآورد.